# Piotr Erlich

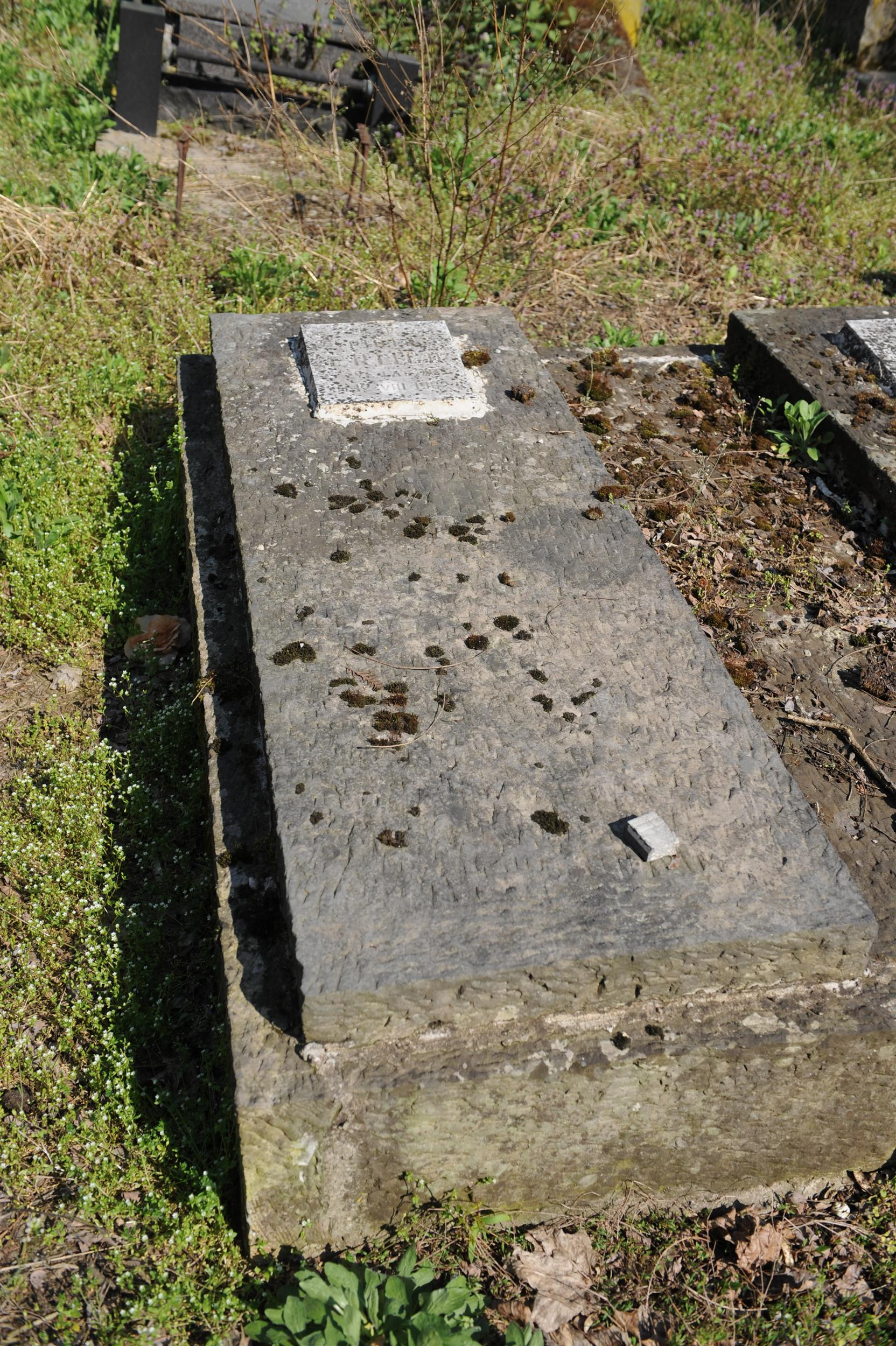
Grób Piotra Erlicha na cmentarzu żydowskim przy ulicy Okopowej w Warszawie

Piotr Pinchas Erlich (jid. פנחס ערליך; ur. 1 września 1903 w Łokaczach, zm. 12 sierpnia 1982 w Kazimierzu Dolnym) – polski aktor teatralny i filmowy żydowskiego pochodzenia.

## Życiorys
Urodził się w Łokaczach, na terenie dzisiejszej Ukrainy. W 1920 ukończył kurs nauczycielski w Wilnie i podjął pracę w szkole im. Szolem Alejchema w Równem, gdzie kierował młodzieżowym kółkiem dramatycznym i teatrem dziecięcym. W latach 20. XX wieku wstąpił do objazdowego, amatorskiego teatru żydowskiego, potem został zaangażowany do Teatru Żydowskiego Gimpla we Lwowie. 
W czasie II wojny światowej przebywał w Taszkencie, gdzie dalej zajmował się karierą estradową. Po zakończeniu wojny osiadł na stałe w Stanisławowie, gdzie w latach 1946–1953 był aktorem w Teatrze Dramatycznym i następnie w latach 1953–1959 w Teatrze Lalek. W 1959 powrócił do Polski, gdzie zajął się kierownictwem w amatorskich teatrach. W latach 1969–1978 był stałym aktorem Teatru Żydowskiego w Warszawie. W 1975 został odznaczony Złotym Krzyżem Zasługi.
Pochowany jest na cmentarzu żydowskim przy ulicy Okopowej w Warszawie (kwatera 8, rząd 3).

## Kariera
| Aktor teatralny Teatr Żydowski w Warszawie - 1969: Skarb cesarza - 1970: Dybuk - 1972: Wielka wygrana - 1972: Było niegdyś miasteczko - 1973: Dybuk - 1975: Dzban pełen słońca - 1976: Zmierzch - 1976: Dwaj Kunie-Lemł - 1977: Spadkobiercy | Aktor filmowy - 1971: Jak daleko stąd, jak blisko - 1979: Dybuk |